# Beljajev DB-LK
Beljajev DB-LK ("Dalnij bombardirovščik - LK") je bil sovjetski dvomotorni propelerski bombnik iz poznih 1930ih. 
DB-LK je bil deloma leteče krilo in je imel twin-boom konstrukcijo. V vsaki od dveh podolgovatih stuktur se je nahajal motor Tumanski M-88.
Zgradili so samo prototip.

## Tehnične specifikacije (DB-LK)
- Posadka: 4
- Dolžina: 9,78 m (32 ft 1 in)
- Razpon kril: 21,6 m (70 ft 10½ in)
- Višina: 3,65 m (11 ft 11¾ in)
- Površina kril: 56,87 m2 (612 ft2)
- Prazna teža: 6004 kg (13236 lb)
- Gros teža: 10672 kg (23528 lb)
- Motor: 2 × M-88, 708/745 kW (950/1000 KM) vsak

- Maks. hitrost: 488 km/h (303 mph)
- Dolet: 2900 km (1800 milj)
- Višina leta (servisna): 8500 m (27890 ft)
- Hitrost vzpenjanja: 6,15 m/s (1210 ft/min)

- Orožje: 6 × 7.62mm ŠKAS strojnice